# Асмат (язык)
Асмат — папуасский диалектный континуум, на котором говорит народ асмат на острове Западная Новая Гвинея в Индонезии.
Основные диалекты, которые можно рассматривать как отдельные языки:
- Касуаринский (побережье Касуарина), известный также как кавеинаг (говоры матиа и сапан-сафан)
- Центральный, известный также как джас-яс или мановее (говоры аджам-аям, мисман, симаи-симай)
- Северный, также известный как кеенок
- Яосакор

Некоторые из них могут быть ближе к другому языку народа асмат, читак, чем друг к другу, но их носители идентифицируют себя как асмат. Аналогичным образом, тамним-читак ближе к асмат, чем к читак, но этот народ идентифицирует себя как читак.